# Linger
„Linger“ je píseň poprockové kapely The Cranberries z roku 1993. Její text napsala Dolores O'Riordanová, hudbu složil Noel Hogan. Jedná se o hořkosladkou píseň o lásce, která se stala prvním velkým hitem skupiny. Nachází se na jejich albu Everybody Else Is Doing It, So Why Can't We?. Černobílý videoklip k písni je inspirován noir filmem Alphaville.

## Vznik
Podle Dolores O'Riordanové se jednalo o první píseň, kterou kapela po jejím příchodu do ní napsala. Původně se jednalo jen o několik akordů od Noela Hogana. Ještě před začátkem působení O'Riordanové v Cranberries k písni částečně napsal text Niall Quinn, který skupinu později opustil. Zpěvačka později text přepsala. Při jeho psaní se inspirovala svým zážitkem z jednoho nočního klubu, kde tančila s mladíkem, se kterým se vůbec poprvé políbila. Když dotyčný mladík příští den nešel tancovat s ní, ale s její kamarádkou, cítila se odmítnutá a špatně to nesla. „V sedmnácti letech vám všechno přijde tak dramatické, tak jsem to nacpala do té písně“, řekla O'Riordanová v rozhovoru pro The Guardian. „Bylo mi teprve osmnáct, náš nejmladší člen měl šestnáct a nikdy by nás nenapadlo, že by z toho mohl být takový hit“, vyjádřila se také s odstupem času zpěvačka. I hudba finální verze písně je dílem Noela Hogana.

## Vydání

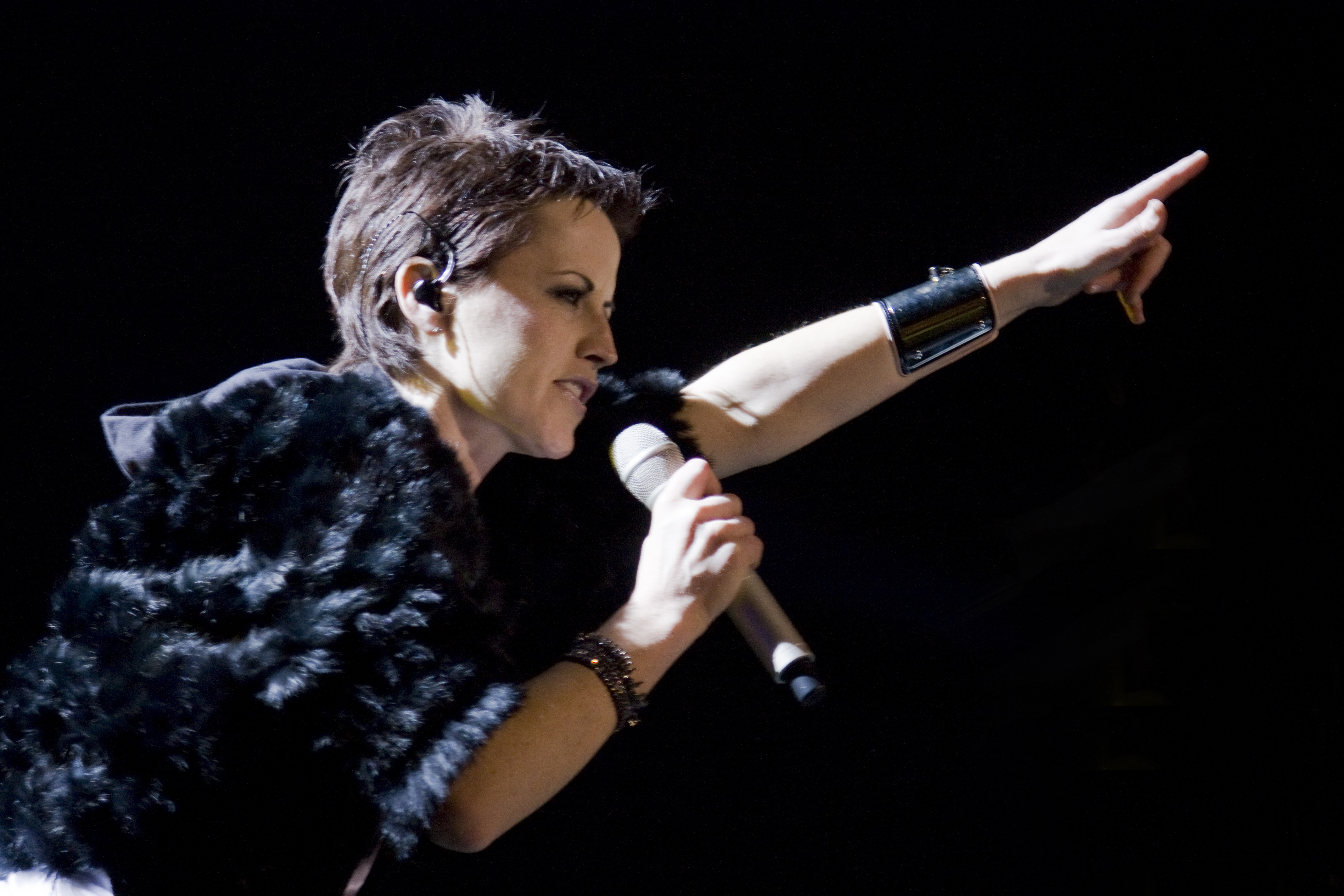
Dolores O'Riordanová na koncertu The Cranberries v Barceloně, 2010

Jako singl byla píseň poprvé vydána v roce 1993 a to bez úspěchu. Po vydařeném turné skupiny ve Spojených státech ale stoupl prodej desky Everybody Else Is Doing It, So Why Can't We?, na kterém se singl nacházel, a píseň byla také uvedena na MTV. Roku 1994 byl tak singl vydán podruhé. V Irsku se dostal na třetí místo hitparády, ve Spojených státech na osmé a ve Velké Británii na čtrnácté. V americké hitparádě Billboard Hot 100 se píseň udržela 24 týdnů. Jednalo se o první velký hit skupiny.
„Linger“ se kromě alba Everybody Else Is Doing It, So Why Can't We? nachází také na výběrových kompilacích největších hitů kapely Treasure Box – The Complete Sessions 1991–1999, Stars: The Best of 1992–2002 a Gold a na záznamech koncertů Cranberries The Cranberries Live z roku 1994 a Beneath the Skin – Live in Paris z roku 1999.
V roce 2017 kapela představila skladbu v akustické verzi, která se v dubnu 2017 objevila na novém albu skupiny Something Else. Skupinu na této nahrávce doprovází strunný Irish Chamber Orchestra z Limericku.

## Videoklip
Černobílý videoklip k písni je poctou noir filmu Jean-Luca Godarda Alphaville z roku 1965. Jeho režie se ujala Melodie McDanielová. Skupinu během natáčení videoklipu navštívil Michael Stipe z R.E.M., kterému se píseň líbila natolik, že Cranberries nabídl společné turné. Nachází na DVD kompilaci klipů Cranberries Stars: The Best of Videos 1992–2002.
Většina záběrů snímá potemnělý interiér, ve kterém se občas objeví zpěvačka Dolores O'Riordanová nebo také ostatní členové skupiny bez ní. Ti mají tmavé oblečení, někteří také oblek a klobouk. O'Riordanová zpívá jen občas. Kromě nich se ve videoklipu někdy mihnou i další lidé, někdy jsou záběry opuštěné a objevují se na nich starobylé předměty. V první části snímku jsou tmavé scény interiérů nebo noční scény občas ozářeny reflektory nebo jiným způsobem, například zapálením cigarety. Na jednom záběru tmu protíná promítání filmu s ženou tančící ve spodním prádle. Interiéry jsou dvakrát prostřídány záběry obchodu s retro elektrospotřebiči a v tom samém počtu pohledem na noční město. V závěru videoklipu zpěvačka zavře dveře s velkým nápisem 307 a poté ještě kamera chvilku snímá blikající reflektor.

## Přijetí
Dave Hanratty pro web Joe označil píseň za „ikonickou“. Anjali Raguramanová na stránkách The Straits Times napsala, že „Linger“ zaznívá jako první na mnoha svatbách. Jason Elias píseň na All Music popsal jako „nádhernou a nadčasovou“ baladu. Na rozdíl od mnoha jiných písní z počátku 90. let, které podle něj napodobují styl předchozích desetiletí, je tato již zcela originální.

## Cover verze a další užití
- Angélica, pod názvem „Se A Gente Se Entender“
- Screeching Weasel, album Emo
- Beelzebubs, album Pandæmonium
- Kelly Clarkson
- Estranged, album Anugerah Hidup

Píseň také zazněla ve filmu Klik – život na dálkové ovládání a v sitcomech Zpátky do školy a Amyino plodné lůno.